# Willy William
Willy William (Fréjus, Francia; 27 de junio de 1981) es un rapero, cantante y DJ francés de ascendencia mauriciana.

## Carrera
Fue parte del grupo Collectif Métissé y luego se inicia en una carrera de solista que debuta en 2013 con la reanudación del éxito de Alain Ramanisum "Li Tourner" por DJ Assad.
En noviembre de 2015, edita Ego, que se posiciona entre las mayores ventas de sencillos en Francia, Bélgica e Italia. Un segundo sencillo On s'endort con Keen'V continúa promocionando el lanzamiento de su primer álbum Une seule vie.
En 2017, Willy William participa en un dueto junto al cantante colombiano J Balvin. Ambos artistas lanzan sacan "Mi gente". El 29 de septiembre de 2017, sale el remix de "Mi Gente" en colaboración con Beyoncé.

## Discografía

### Álbumes
| Año  | Álbum         | Posición más alta | Posición más alta | Lista de canciones |
| Año  | Álbum         | FRA               | BEL (Wa)          | Lista de canciones |
| ---- | ------------- | ----------------- | ----------------- | --- |
| 2016 | Une seule vie | 12                | 87                | 1. "Te quiero" (radio edit) 2. "Ego" (radio edit) 3. "Une seule vie" 4. "Suis-moi" (featuring Vitaa) 5. "Le tour du monde" (featuring Natty Rico & Mika V) 6. "Dangereuse" (featuring Makassy) 7. "Qui tu es?" 8. "Tentation" 9. "Les 6T d'or" 10. "Tes mots" 11. "On s'endort" (featuring Keen'V) 12. "Love" 13. "Personne n'est parfait" (featuring JMI Sissoko) 14. "Les souris dansent" 15. "Dernier jour" (featuring Willy Denzey) 16. "Si j'étais le même" |